# Strymon liparops
Strymon liparops är en fjärilsart som beskrevs av Fletcher 1904. Strymon liparops ingår i släktet Strymon och familjen juvelvingar. Inga underarter finns listade i Catalogue of Life.